# Dasycrotapha plateni
Dasycrotapha plateni là một loài chim trong họ Zosteropidae.